# Darkened Skye
Darkened Skye (укр. Похмура Скай) — пригодницька відеогра 2002 року від третьої особи, розроблена компанією Boston Animation. Вона була випущена для Microsoft Windows і Nintendo GameCube в Північній Америці у 2002 році та в регіонах PAL у 2003 році. Гра також йшла в комплекті з грою Outlaw Golf. Її головна героїня — молода жінка, на ім'я Скай, яка живе у фантастичному світі й шукає свою матір. Вона може чаклувати за допомогою цукерок Skittles, а також використовувати свій посох як зброю ближнього бою; її посох стає енергетичною зброєю, коли використовується разом з цукерками Skittles.

## Ігровий процес
Гра починається на стежці в лісі Лінлори біля села і переміщається в безліч локацій, таких як похмурий архіпелаг Оґмір з однойменним затонулим містом і підземеллям; болото Тікнікі, в якому є лабіринт і сцена їзди верхи на гігантській черепасі, якою не можна керувати; флотилію повітряних куль під назвою «Табір небесних піратів»; країну Дзен'Джай у китайському стилі з лавовими річками, трьома лігвами драконів різної стихійної приналежності та Палацом Воєначальника, що нагадує лабіринт; Стоунгіт з трьома комбінованими головоломками, розташованими в стародавніх кам'яних колах; багатоповерхове підземелля під назвою Лігво Гоблінів; Кістяні землі, які оточують лавове озеро; некрополь вампірів під назвою Цвинтар горгульїв, який веде до захопленого ворогом собору та гігантських обвалених сходів у Дзвіниці; небо, повне пливучих каменів, що ведуть до Царства Некрота та його Лігва. У мініатюрному селі, розташованому вздовж струмка, є невелика головоломка.
Скай страждає від страху потонути, тому в грі доводиться багато стрибати через водні перешкоди, особливо поширені в Оґмірі. Є також багато головоломок, щоб уникнути падіння з великої висоти. У грі є аркадна послідовність катання на фантастичному звірі підземними камерами, не потрапляючи в лавові ями та не розбиваючись об скельні утворення.
Загальний тон гри — дружній до підлітків і злегка комедійний; переможені істоти тануть, і гра не є особливо кривавою. Однією з підказок, які гра надає гравцеві, є те, що минулі діалоги доступні. Крім того, вона містить блокнот, який відстежує, що гравець шукає в кожній точці сюжету.

## Сюжет

### Сетинг
Дія гри відбувається в П'яти світах:
- Лінлора;
- Оґмір;
- Дзен'Джай;
- Стоунгіт;
- Ґорґойльські королівства.

### Персонажі
Головну героїню Darkened Skye — пастушку Скай, яка хоче отримувати більше задоволення від життя, озвучує Лінда Ларкін. Її супутник — саркастична горгулья, на ім'я Драак, яка вирішила розправитися з лиходієм гри, злим чарівником Некротом, і яку озвучує Робб Прюїтт.

## Розробка

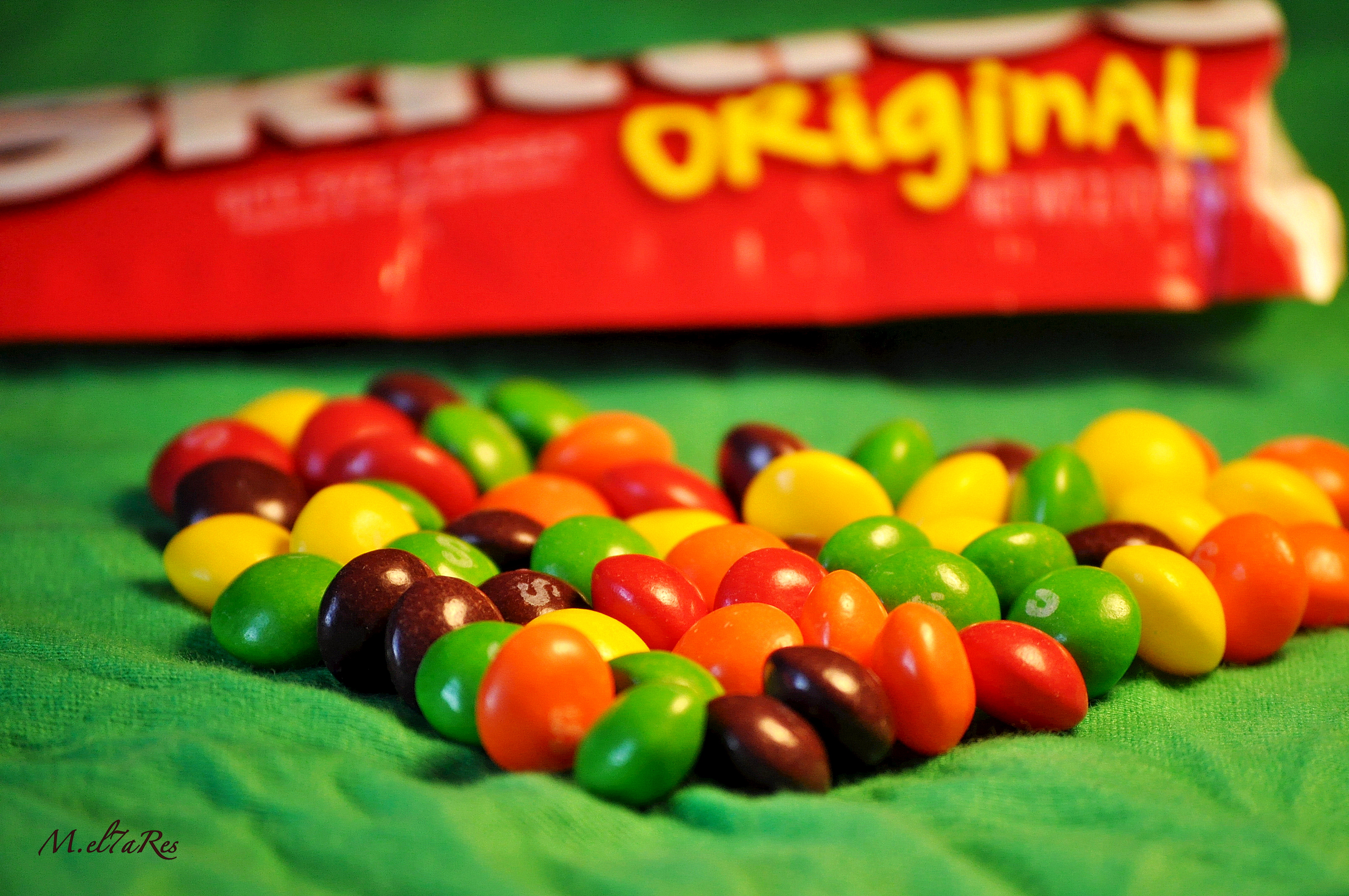
В основі гри лежить бренд Skittles.

Видавництво Simon & Schuster Interactive хотіло розробити ігри на основі цукерок M&M's, зважаючи на те, наскільки впізнаваними були їхні персонажі. Під час переговорів з Mars, Inc. Simon & Schuster також обговорювали можливість використання Skittles як запасного плану на випадок, якщо M&M's виявляться недоступними. Врешті-решт Mars надала ліцензію на обидва бренди, причому Skittles був натхненний припущенням, що комп'ютерна гра на основі Skittles може зробити бренд більш популярним, оскільки споживання кондитерських виробів знизилося серед людей, старших за 20 років. Після того, як відеоігри M&M's добре продавалися, продюсерку Елізабет Брасвелл попросили розробити гру Skittles. Спочатку вона відмовилася від цієї роботи, але врешті-решт вирішила попрацювати над нею, зосередившись на ігровому процесі та гуморі. Було написано 300-сторінковий сценарій, написаний провідним сценаристом і дизайнером Енді Вулфендоном, який надіслали до Mars, де просили лише змінити жарт, вигуки «damn» (укр. «чорт») і «прибрати всіх змій з гри». Коли Брасвелл звернувся за роз'ясненнями, йому відповіли, що в грі можуть бути змієподібні істоти, але ніяких справжніх змій.
Виконавчий продюсер Дейл ДеШарон заявив, що концепція гри була натхненна телевізійною рекламою Skittles з кампанії «Скуштуй веселку». ДеШарон керував командою з понад 50 осіб у Києві протягом двох років, працюючи над Darkened Skye одночасно з M&M's The Lost Formulas. На момент завершення роботи над Darkened Skye видавництво Simon & Schuster розглядало можливість прибрати асоціацію зі Skittles, але розробники вже інтегрували цукерку в ігровий процес і внутрішньоігровий текст, тому на обкладинці коробки не залишилося жодних згадок про Skittles.  Boston Animation значною мірою передала розробку та програмування на аутсорсинг команді, що базується в Україні.
Версія для ПК була випущена в січні 2002 року, а версія для GameCube вийшла в листопаді того ж року.

## Огляди
| Агрегатор  | Оцінка | Оцінка |
| Агрегатор  | GC     | PC     |
| ---------- | ------ | ------ |
| Metacritic | 61/100 | 65/100 |

| Видання                 | Оцінка    | Оцінка   |
| Видання                 | GC        | PC       |
| ----------------------- | --------- | -------- |
| Computer Games Magazine | Н/Д       | [ 14 ]   |
| Computer Gaming World   | Н/Д       | [ 15 ]   |
| Game Informer           | 6.75 з 10 | Н/Д      |
| GameRevolution          | Н/Д       | C        |
| GameSpot                | 6.6 з 10  | 7.3 з 10 |
| GameSpy                 | Н/Д       | 73%      |
| GameZone                | 6.5 з 10  | Н/Д      |
| IGN                     | 6 з 10    | 7 з 10   |
| Nintendo Power          | 2.5 з 5   | Н/Д      |
| PC Gamer (США)          | Н/Д       | 65%      |
| X-Play                  | [ 26 ]    | Н/Д      |

Darkened Skye отримала «змішані» відгуки на обох платформах згідно з сайтом агрегації рецензій Metacritic.
Ігровий процес порівнювали з такими іграми, як Tomb Raider та Star Fox Adventures.
Метью Като з Game Informer заявив, що йому сподобалася система магії, а бої він назвав «до болю середніми».
Реакція на продакт-плейсмент гри була неоднозначною. Джонні Луї з Game Revolution сказав, що її використання було розумним і більш креативним, ніж в інших іграх, які використовують рекламу. У статті для Computer Gaming World Ерік Волпав назвав гру чудовою з точки зору того, що вона схожа на гру про Skittles. CNNMoney, однак, назвав використання Skittles у грі «найбільш кричущим продакт-плейсментом з часів реклами помади „Чап Стік“ у фільмі „Пророцтва людини-метелика“».
GameTrailers помістили Darkened Skye на друге місце у списку «10 найбезсоромніших ліцензійних ігор», після Chase the Chuck Wagon для Atari 2600.
GamesRadar включили гру до списку «Найгірших меш-апів», а поява Skittles стала частиною їхнього списку найгірших камео продуктів в іграх.